# بزوغ الإمبراطورية: العثمانيون
بزوغ الامبراطورية: العثمانيون (بالإنجليزية: Rise of Empires: Ottoman)هو مسلسل وثائقي خيالي تاريخي تركي، من بطولة توبا بويوكستون وجيم يغيت أوزوموغلو. الموسم الأول، الذي يتكون من 6 حلقات، هو من إخراج إمري شاهين وكتبته كيلي ماكفيرسون. أصبح المسلسل متاحا على نتفليكس في 24 يناير 2020. يركز المسلسل على الإمبراطورية العثمانية ومحمد الفاتح ويحكي قصة فتح القسطنطينية.

## الملخص
يشن السلطان العثماني محمد الفاتح حملة ملحمية للسيطرة على العاصمة الرومانية الشرقية القسطنطينية وتغيير مجرى التاريخ لعدة قرون.

## بطولة
- جيم يغيت أوزوموغلو بدور محمد الفاتح
- توماسو باسيلي في دور قسطنطين الحادي عشر
- سليم بيرقدار في دور خليل باشا الجاندرلي الصغير
- بيركان سوكولو في دور جيوفاني جيوستينياني
- عثمان سونانت في دور لوكاس نوتاراس
- تولجا تكين في دور مراد الثاني
- أوشان جاكير في دور زغانوس باشا
- داملا سونمز بدور أنا
- تانسو بيس بدور أوربان
- إيليدا أكدوغان بدور ثيرما سبيرانتس
- توبا بويوكستون بدور مارا برنكوفيتش

## موعد العرض
| الموسم | الحلقات | الحلقات | الأصلي         | الأصلي         |
| الموسم | الحلقات | الحلقات | الأول          | الأخير         |
| ------ | ------- | ------- | -------------- | -------------- |
| 1      | 6       | 6       | 24 يناير 2020  | 24 يناير 2020  |
| 2      | 6       | 6       | 29 ديسمبر 2022 | 29 ديسمبر 2022 |

## روابط خارجية
- بزوغ الإمبراطورية: العثمانيون على موقع IMDb (الإنجليزية)
- بزوغ الإمبراطورية: العثمانيون على موقع نتفليكس (الإنجليزية)
- بزوغ الإمبراطورية: العثمانيون على موقع كينوبويسك (الروسية)
- بزوغ الإمبراطورية: العثمانيون على موقع قاعدة بيانات الفيلم (الإنجليزية)